# المنسامة (إب)

تعديل مصدري - تعديل

المنسامة محلة تابعة لقرية المقلوع، التابعة لعزلة ميتم بمديرية إب إحدى مديريات محافظة إب في الجمهورية اليمنية.، بلغ تعداد سكانها 139 حسب تعداد اليمن لعام 2004.